# Filip Dagerstål
Per Filip Dagerstål (Norrköping, 1º febbraio 1997) è un calciatore svedese, difensore svincolato.

## Carriera

### Club

#### Inizi e Norrkoping
Inizia a giocare a calcio nel Sylvia, squadra di Norrköping, sua città natale, con cui debutta a 16 anni, il 25 maggio 2013, entrando al 90' nella vittoria per 2-1 sul campo del Bunkeflo IF in Division 1 Södra, terza serie svedese, unica presenza con i bianconeri. Nello stesso 2013 passa nell'altra squadra di Norrköping, l'IFK Norrköping. Dopo avere giocato con le squadre giovanili Under-19 e Under-21, nel 2014 esordisce in prima squadra, il 5 ottobre, quando entra al 90' nella vittoria interna per 3-0 contro l'IFK Göteborg in campionato. La stagione successiva trova il primo gol, segnando l'1-0 al 44' nel successo esterno per 3-0 con l'Halmstad del 9 aprile 2015 in Allsvenskan e vince campionato e Supercoppa.
Nella seconda metà dell'Allsvenskan 2016 si ritaglia stabilmente un posto da titolare, mantenuto poi anche negli anni successivi fino al termine della stagione 2020, quando decide di lasciare il club a parametro zero per intraprendere una nuova esperienza.
Nel gennaio del 2021 è volato in Russia per iniziare la sua prima parentesi all'estero con la maglia del Chimki, entrando a far parte dell'undici titolare dell'allenatore Igor' Čerevčenko. In poco più di un anno, tra il febbraio 2021 e il marzo 2022, ha totalizzato 27 presenze in Prem'er-Liga.
Durante il marzo 2022 ha lasciato temporaneamente la squadra fino al successivo 30 giugno, in virtù di una possibilità decretata dalla FIFA a seguito dell'invasione russa dell'Ucraina del 2022. Nello stesso mese, Dagerstål è così tornato all'IFK Norrköping appunto fino al successivo 30 giugno.

### Nazionale
Nel 2013 inizia a giocare con le nazionali giovanili svedesi, disputando 8 gare fino al 2014 con l'Under-17, di cui 5 nelle qualificazioni all'Europeo di categoria 2014. Nel 2015 passa in Under-19, giocando fino al 2016 8 volte, 6 delle quali nelle qualificazioni agli Europei 2015 e 2016. Nel 2016 esordisce in Under-21, il 1º settembre, in trasferta a Koprivnica contro la Croazia nelle qualificazioni all'Europeo 2017, giocando titolare e pareggiando per 1-1. Il 6 ottobre segna la sua prima rete, quella dell'1-0 al 9' nel 3-0 in trasferta a Pärnu contro l'Estonia, sempre nelle qualificazioni all'Europeo 2017. Il 12 gennaio 2017 debutta in nazionale maggiore, entrando al 60' della vittoria per 6-0 contro la Slovacchia in amichevole ad Abu Dhabi.

## Statistiche

### Presenze e reti nei club
Statistiche aggiornate al 19 marzo 2017.
| Stagione          | Squadra           | Campionato        | Campionato | Campionato | Coppe nazionali | Coppe nazionali | Coppe nazionali | Coppe continentali | Coppe continentali | Coppe continentali | Altre coppe | Altre coppe | Altre coppe | Totale | Totale | Totale |
| Stagione          | Squadra           | Comp              | Pres       | Reti       | Comp            | Pres            | Reti            | Comp               | Pres               | Reti               | Comp        | Pres        | Reti        | Pres   | Reti   |        |
| ----------------- | ----------------- | ----------------- | ---------- | ---------- | --------------- | --------------- | --------------- | ------------------ | ------------------ | ------------------ | ----------- | ----------- | ----------- | ------ | ------ | ------ |
| 2013              | Sylvia            | D1                | 1          | 0          | SC+SC           | 0+0             | 0+0             | -                  | -                  | -                  | -           | -           | -           | 1      | 0      |        |
| 2014              | IFK Norrköping    | A                 | 2          | 0          | SC+SC           | 0+0             | 0+0             | -                  | -                  | -                  | -           | -           | -           | 2      | 0      |        |
| 2015              | IFK Norrköping    | A                 | 6          | 1          | SC+SC           | 3+0             | 0+0             | -                  | -                  | -                  | SC          | 1           | 0           | 10     | 1      |        |
| 2016              | IFK Norrköping    | A                 | 16         | 0          | SC+SC           | 0+1             | 0+0             | UCL                | 1                  | 0                  | -           | -           | -           | 18     | 0      |        |
| 2017              | IFK Norrköping    | A                 | 0          | 0          | SC+SC           | 6+0             | 0+0             | -                  | -                  | -                  | -           | -           | -           | 6      | 0      |        |
| Totale Norrkoping | Totale Norrkoping | Totale Norrkoping | 24         | 1          | -               | 10              | 0               | -                  | 1                  | 0                  | -           | 1           | 0           | 36     | 1      |        |
| Totale carriera   | Totale carriera   | Totale carriera   | 25         | 1          | -               | 10              | 0               | -                  | 1                  | 0                  | -           | 1           | 0           | 37     | 1      |        |

### Cronologia presenze e reti in nazionale
| Cronologia completa delle presenze e delle reti in nazionale ― Svezia | Cronologia completa delle presenze e delle reti in nazionale ― Svezia | Cronologia completa delle presenze e delle reti in nazionale ― Svezia | Cronologia completa delle presenze e delle reti in nazionale ― Svezia | Cronologia completa delle presenze e delle reti in nazionale ― Svezia | Cronologia completa delle presenze e delle reti in nazionale ― Svezia | Cronologia completa delle presenze e delle reti in nazionale ― Svezia | Cronologia completa delle presenze e delle reti in nazionale ― Svezia |
| Data                                                                  | Città                                                                 | In casa                                                               | Risultato                                                             | Ospiti                                                                | Competizione                                                          | Reti                                                                  | Note                                                                  |
| --------------------------------------------------------------------- | --------------------------------------------------------------------- | --------------------------------------------------------------------- | --------------------------------------------------------------------- | --------------------------------------------------------------------- | --------------------------------------------------------------------- | --------------------------------------------------------------------- | --------------------------------------------------------------------- |
| 12-1-2017                                                             | Abu Dhabi                                                             | Svezia                                                                | 6 – 0                                                                 | Slovacchia                                                            | Amichevole                                                            | -                                                                     | 60’                                                                   |
| 11-1-2019                                                             | Doha                                                                  | Islanda                                                               | 2 – 2                                                                 | Svezia                                                                | Amichevole                                                            | -                                                                     |                                                                       |
| Totale                                                                |                                                                       | Presenze                                                              | 2                                                                     |                                                                       | Reti                                                                  | 0                                                                     |                                                                       |

| Cronologia completa delle presenze e delle reti in nazionale ― Svezia under 21 | Cronologia completa delle presenze e delle reti in nazionale ― Svezia under 21 | Cronologia completa delle presenze e delle reti in nazionale ― Svezia under 21 | Cronologia completa delle presenze e delle reti in nazionale ― Svezia under 21 | Cronologia completa delle presenze e delle reti in nazionale ― Svezia under 21 | Cronologia completa delle presenze e delle reti in nazionale ― Svezia under 21 | Cronologia completa delle presenze e delle reti in nazionale ― Svezia under 21 | Cronologia completa delle presenze e delle reti in nazionale ― Svezia under 21 |
| Data                                                                           | Città                                                                          | In casa                                                                        | Risultato                                                                      | Ospiti                                                                         | Competizione                                                                   | Reti                                                                           | Note                                                                           |
| ------------------------------------------------------------------------------ | ------------------------------------------------------------------------------ | ------------------------------------------------------------------------------ | ------------------------------------------------------------------------------ | ------------------------------------------------------------------------------ | ------------------------------------------------------------------------------ | ------------------------------------------------------------------------------ | ------------------------------------------------------------------------------ |
| 1-9-2016                                                                       | Koprivnica                                                                     | Croazia under 21                                                               | 1 – 1                                                                          | Svezia under 21                                                                | Qual. Europeo Under-21 2017                                                    | -                                                                              |                                                                                |
| 5-9-2016                                                                       | Malmö                                                                          | Svezia under 21                                                                | 1 – 1                                                                          | Spagna under 21                                                                | Qual. Europeo Under-21 2017                                                    | -                                                                              |                                                                                |
| 6-10-2016                                                                      | Pärnu                                                                          | Estonia under 21                                                               | 0 – 3                                                                          | Svezia under 21                                                                | Qual. Europeo Under-21 2017                                                    | 1                                                                              |                                                                                |
| 10-10-2016                                                                     | Trelleborg                                                                     | Svezia under 21                                                                | 4 – 2                                                                          | Croazia under 21                                                               | Qual. Europeo Under-21 2017                                                    | -                                                                              | 33’                                                                            |
| Totale                                                                         |                                                                                | Presenze                                                                       | 4                                                                              |                                                                                | Reti                                                                           | 1                                                                              |                                                                                |

## Palmarès

### Club

#### Competizioni nazionali
- Campionato svedese: 1

IFK Norrköping: 2015
- Supercupen: 1

IFK Norrköping: 2015
- Campionato polacco: 1

Lech Poznań: 2024-2025